# Fästningsstraff
Fästningsstraff är en äldre form av förvaring för fångar i väntan på bestraffning (i äldre tider handlade det i regel om stympning eller dödsstraff). En jordhåla med lock, bevakad av beväpnade män, kunde vara en sådan förvaringsplats. Småningom utdömdes förvaring som själva straffet. Redan på medeltiden fanns i slotten och borgarna ”fängelser” och tortyrkammare. På Nyköpingshus hissades t.ex. fångarna ner i en flera meter djup jordhåla. 1500-talets dramatiska historia berättar om kungliga och adliga fångar på slotten i Uppsala, Gripsholm, Västerås, Örbyhus slott med flera. 
Under stormaktstiden byggdes stora fästningar som inte innehöll bostäder, utan var helt inriktade på att vara försvarsanläggningar, och i viss mån fängelse. I slutet av 1700-talet visade det sig att de gamla borgarna och fästningarna dåligt klarade samtidens anfall. De började då systematiskt att användas som fängelser. Även de stora fästningarna som byggdes under 1800-talet visade sig mycket snart vara odugliga sin funktion. Således användes som fästningsfängelser Kalmar slott, Borgholms slott, Gripsholms slott, Bohus slott, Kärnan i Hälsingborg, Vaxholm, Varberg, Karlsten i Marstrand, Karlsborg, Malmö, Landskrona, Älvsborg, Karlskrona, Kristianstad, Svartsjö slott m.fl. 
Fästningsstraff utdömdes för de mest skilda brott: mord, majestätsbrott, våldtäkt, stöld, uppstudsighet mot husbonde, lösdriveri och religionsbrott. Även krigsfångar förvarades ibland på fästningarna. Det var vanligt att fångarna bar fotbojor. Tungt straffarbete ingick. Inga kvinnor hamnade på fästningar. De dömdes till tukthus.
I mitten av 1800-talet kom en humanisering till stånd. Det s.k. Philadelphiasystemet började tas i bruk, vilket innebar cellförvaring –  alla skulle ha egen cell. Kung Oscar I intresserade sig för fångarnas situation, och hade en del att göra med humaniseringen. 